# Laurent Le Boulc'h
Laurent Le Boulc'h (Loudéac, 4 settembre 1960) è un arcivescovo cattolico francese, dal 1º aprile 2023 arcivescovo metropolita di Lilla.

## Biografia

### Formazione e ministero sacerdotale
Dopo aver frequentato un anno alla facoltà di fisica e chimica, è entrato nel seminario interdiocesano di Vannes dove ha frequentato corsi di filosofia e di teologia, è stato ordinato diacono il 5 luglio 1987 e successivamente presbitero il 18 giugno 1988 dal vescovo Pierre Kervennic e incardinato nella diocesi di Saint-Brieuc. Dopo diversi anni di vicariato presso la cattedrale, ha completato gli studi di baccalaureato in teologia a Parigi. Dal 1993 al 2005 è stato vicario episcopale per la pastorale giovanile.

### Ministero episcopale
Il 5 settembre 2013 papa Francesco lo ha nominato vescovo di Coutances. Ha ricevuto l'ordinazione episcopale il 27 ottobre successivo dall'arcivescovo metropolita di Rouen Jean-Charles Descubes, co-consacranti il vescovo di Saint-Brieuc Denis Moutel e il vescovo di Pontoise Stanislas Lalanne.
Nel mese di marzo 2020 ha compiuto la visita ad limina.
All'interno della Conferenza Episcopale Francese è responsabile del gruppo di lavoro "Territori e Parrocchie" e membro del consiglio per i movimenti e le associazioni dei fedeli.
Il 1º aprile 2023 papa Francesco lo ha promosso arcivescovo metropolita di Lilla, succedendo a Laurent Ulrich, precedentemente nominato arcivescovo metropolita di Parigi. Il 20 maggio successivo ha preso possesso dell'arcidiocesi.

## Genealogia episcopale
La genealogia episcopale è:
- Cardinale Scipione Rebiba
- Cardinale Giulio Antonio Santori
- Cardinale Girolamo Bernerio, O.P.
- Arcivescovo Galeazzo Sanvitale
- Cardinale Ludovico Ludovisi
- Cardinale Luigi Caetani
- Cardinale Ulderico Carpegna
- Cardinale Paluzzo Paluzzi Altieri degli Albertoni
- Papa Benedetto XIII
- Papa Benedetto XIV
- Papa Clemente XIII
- Cardinale Marcantonio Colonna
- Cardinale Giacinto Sigismondo Gerdil, B.
- Cardinale Giulio Maria della Somaglia
- Cardinale Carlo Odescalchi, S.I.
- Vescovo Eugène de Mazenod, O.M.I.
- Cardinale Joseph Hippolyte Guibert, O.M.I.
- Cardinale François-Marie-Benjamin Richard
- Vescovo Marie-Prosper-Adolphe de Bonfils
- Cardinale Louis-Ernest Dubois
- Cardinale Georges-François-Xavier-Marie Grente
- Arcivescovo Marcel-Marie-Henri-Paul Dubois
- Cardinale Gabriel Auguste François Marty
- Arcivescovo Marius-Félix-Antoine Maziers
- Cardinale Pierre Étienne Louis Eyt
- Arcivescovo Jean-Charles Descubes
- Arcivescovo Laurent Le Boulc'h